# Снегирёва
Снегирёва —  деревня в составе Хуторского сельского поселения Болховского района Орловской области. Население 5 человек (2010).

## География
Деревня расположена в центральной части Среднерусской возвышенности в лесостепной зоне, на севере Орловской области, возле административной границы с Ульяновским районом Калужском области, на реке Покой у пруда. Уличная сеть не развита.
Географическое положение
в 2,5 км. — административный центр поселения деревня Середичи, в 22,5 км — административный центр района город Болхов
Климат
близок к умеренно-холодному, количество осадков является значительным, с осадками в засушливый месяц. Среднегодовая норма осадков — 627 мм. Среднегодовая температура воздуха в Болховском районе — 5,1 °C.

## Население
| 2010 |
| ---- |
| 5    |

На 2017—2018 гг., по данным администрации Хуторского сельского поселения, в двух домах проживают 2 жителя, все старше 60 лет.
Национальный состав
Согласно результатам переписи 2002 года, в национальной структуре населения
русские составляли 100 % от общей численности населения в 18 жителей

## Инфраструктура
Было развито сельское хозяйство.

## Транспорт
Просёлочные дороги.